# Emiliano Aguado
Emiliano Aguado Hernández (Cebolla, 25 de julio de 1907-Madrid 24 de julio de 1979) fue un crítico, dramaturgo y ensayista español.

## Biografía
Conoció en 1929 en la Universidad a Ramiro Ledesma, ya que ambos cursaban la licenciatura de Filosofía y Letras. La gran amistad que trabaron le llevó a colaborar con Ledesma en La Conquista del Estado en 1931. Fue componente fundador de las Juntas de Ofensiva Nacional-Sindicalista (JONS). Llegó a ser consejero nacional de las mismas. Sin embargo, tras la fusión de las JONS con la Falange decae su compromiso político radical. Ya en 1935 se aleja del nacionalsindicalismo. Ledesma lo citó entonces como «editorialista en un periódico reaccionario», refiriéndose a la revista Época, y también colaboró en Acción Española.
Al estallar el conflicto de la guerra civil se ocultó en Madrid durante toda la contienda, hasta que la capital fue tomada por el bando rebelde en marzo de 1939. Distanciado y desilusionado cada vez más del franquismo, escribirá dos obras en honor del que fuera su mentor político, Ramiro Ledesma.
Fue el marido de la periodista Lola Aguado.

## Obras
- —— (1940) Don Juan Valera. Antología.
- —— (1941) Del siglo XVIII a nuestros días.
- —— (1941) Miguel de Cervantes: antología: el historiador y el político.
- —— (1941) Ramiro Ledesma. Fundador de las JONS.
- —— (1942) El Arte como revelación.
- —— (1942) Leyendo el Génesis.
- —— (1942) Más allá del amor.
- —— (1942) Ramiro Ledesma en la crisis de España.
- —— (1942) Teatro (Premio Nacional de Literatura).[4]
- —— (1943) Cuentos de hadas y de viejos.
- —— (1943) En los caminos de la noche.
- —— (1944) Doctor Huarte de San Juan. Antología.
- —— (1962) Francisco de Quevedo.
- —— (1963) ... ¿Dónde están los intelectuales?
- —— (1963) Job estaba solo.
- —— (1964) Meditación de los Salmos.
- —— (1970) Ortega y Gasset.
- —— (1972) Don Manuel Azaña Díaz.
- —— (1972) La república, último disfraz de la restauración.
- —— (1978) Manuel Azaña.